# Wafangdian
Wafangdian (瓦房店 ; pinyin : Wǎfángdiàn) est une ville de la province septentrionale du Liaoning en Chine. C'est une ville-district placée sous la juridiction de la ville sous-provinciale de Dalian.

## Démographie
La population du district était de 1 023 125 habitants en 1999.

## Économie
Wafangdian possède un marché agricole important.
À proximité de Wafangdian se trouve la Centrale nucléaire de Hongyanhe.